# Orthotomus derbianus
El sastrecillo de Luzón (Orthotomus derbianus) es una especie de ave paseriforme de la familia Cisticolidae endémica de Filipinas.

## Distribución
Se encuentra únicamente en el norte de Filipinas, en las islas de Luzón, Catanduanes y Polillo.